# Pierre-Alexandre DuPeyrou
Pour les articles homonymes, voir Peyrou.
Pierre-Alexandre DuPeyrou, né le 7 mai 1729 à Paramaribo et mort le 13 novembre 1794 à Neuchâtel, est un notable de Neuchâtel, à la tête d'une énorme fortune et un esprit indépendant qui se lia notamment avec Jean-Jacques Rousseau. C'est lui qui, après la mort de l'écrivain, publia à Genève, en 1788, la première édition complète de ses œuvres. En 1790, il publia, encore à Neuchâtel, la deuxième partie des « Confessions ».

## Biographie

### Famille et jeunesse
Pierre-Alexandre DuPeyrou est issu d'une famille huguenote de Bergerac (Chénérailles),. Il est le fils de Pierre DuPeyrou et de Lucie Drouilhet (1703-1770). Le père, réfugié en Hollande après la révocation de l'édit de Nantes, est conseiller à la cour de Justice de Paramaribo, en Guyane hollandaise, l'actuel Suriname,. Il y fait fortune avec des plantations de sucre et de café.
Pierre-Alexandre DuPeyrou naît à Paramaribo, en Guyane hollandaise, le 7 mai 1729,. Il fait ses études en Hollande à partir de 1739. Son père meurt en 1742 et sa mère se remarie une année plus tard avec Philippe de Chambrier (1701-1756), un colonel neuchâtelois au service des États-Généraux des Provinces-Unies et, depuis 1742, commandant en chef de la province de Suriname et ingénieur militaire,,. La famille s'établit en 1747 à Neuchâtel, après une dispute de Philippe de Chambrier avec son supérieur, le gouverneur Johan Jacob Mauricius, sur le dessin et construction d'une forteresse.

### Vie à Neuchâtel
Lors de son arrivée à Neuchâtel en 1747, Pierre-Alexandre DuPeyrou tombe amoureux de Julie de Chambrier (1729-1791), la fille du conseiller d'État Josué de Chambrier Travanet (1686-1763). Il est alors en rivalité avec le colonel Abram de Pury (1724-1807), qui l'emporte. Malgré cette déception, il restera un ami proche tant de Julie de Chambrier que d'Abram de Pury et épousera leur fille en 1769.
Le 9 décembre 1749, il est reçu bourgeois de Neuchâtel. Pendant les années qui suivent, peu à l'aise dans la petite ville de Neuchâtel, il se rend fréquemment à l'étranger, notamment en Hollande et à Paris, et probablement également en Italie. Il mène alors une vie très libre sur le plan amoureux.
Anticlérical et franc-maçon, il rencontre Jean-Jacques Rousseau (1712-1778) en 1762, et en devient proche, tout comme son ami Abram de Pury,. Il prend sa défense publiquement après la publication des Lettres écrites de la montagne en 1764 et correspond avec lui jusqu'en 1771. Il le revoit une dernière fois à Paris en 1775. Il est l'exécuteur testamentaire de Rousseau et l'un des éditeurs de ses œuvres complètes, imprimées entre 1780-1789 à Genève. Avec Isabelle de Charrière (1740-1805), il compile le tome II des Confessions en 1789-1790.
Il accueille également non seulement des écrivains français exilés comme Jacques Pierre Brissot (1754-1793) ou Honoré-Gabriel Riquetti de Mirabeau (1749-1791), mais également des princes de Hesse et de Prusse, l'administrateur colonial britannique Hugh Cleghorn (1751-1836), le physicien et naturaliste genevois Horace Bénédict de Saussure (1740-1799) ou le général vénézuélien Francisco de Miranda (1750-1816). De ce séjour qu'il qualifie d'« adorable », Brissot retient surtout l'agrément de la société de DuPeyrou, « embellie et égayée par sa jeune épouse et par quelques dames de Neuchâtel et de Genève qui la fréquentaient » ; il relève la somptuosité de son palais « qui lui avait coûté plus d'un million à bâtir », avec « son salon doré qui convenait plus à Paris qu'à des montagnes solitaires ». Il regrette cependant qu'il « n'eût pas employé les revenus immenses qu'il tirait de ses habitations de Suriname à des objets d'utilité publique, comme avait fait de Pury : les richesses de cet homme bienfaisant avaient fondé des hôpitaux, des manufactures et des villes ».
De 1766 à 1769, il finance avec Abram de Pury et Jean-Frédéric de Pierre (1735-1800) la construction d'un théâtre à Neuchâtel et en devient l'un des copropriétaires. En mai 1769, la mère de Pierre-Alexandre DuPeyrou, dont il est très proche, meurt. Un mois plus tard, Pierre-Alexandre DuPeyrou épouse Henriette Dorothée de Pury (1750-1818), une des filles de ses amis Abram de Pury et de Julie de Chambrier. Il doit faire appel à un pasteur de Bade pour célébrer le mariage parce qu'il est en conflit avec le clergé neuchâtelois à la suite de ses prises de position en faveur de Rousseau. Ce mariage, que le biographe de DuPeyrou Charly Guyot juge "mal assortie", reste sans descendance.
A la fin de sa vie, Pierre-Alexandre DuPeyrou, atteint dans sa santé, reste de plus en plus cloîtré dans son hôtel. Cela ne l'empêche pas de suivre les événements politiques, notamment français. Il se réjouit ainsi de la réunion des États généraux en 1789, mais prend le parti du Roi dès la Séance royale du 23 juin 1789, contrairement à son amie Isabelle de Charrière qui continue à soutenir les révolutionnaires. Il meurt le 14 novembre 1794 à Neuchâtel. Il lègue sa fortune à ses 32 neveux de Hollande, laissant aussi des cadeaux à son notaire, ses domestiques, ses vignerons, aux pauvres de Cressier (où il possédait des vignes) et à chacun des nègres de ses différents plantages, sans distinction d'âge ou de sexe. L'ensemble des manuscrits de Rousseau dont il était le dépositaire est remis à la Bibliothèque de la ville de Neuchâtel. Le reste de ses documents personnels est brûlé à sa demande.

## Fortune
Hormis ses revenus en France, 10 000 livres par an et ses fonds en Suisse, 120 000 livres en plus de sa propriété, Pierre-Alexandre DuPeyrou possédait cinq plantations l'Esperance, Perou, La Nouvelle Esperance, Roozenburg et Libanon et des esclaves au Suriname. Une seule plantation lui rapportait entre 24 000 et 40 000 livres par an.

## Hôtel DuPeyrou

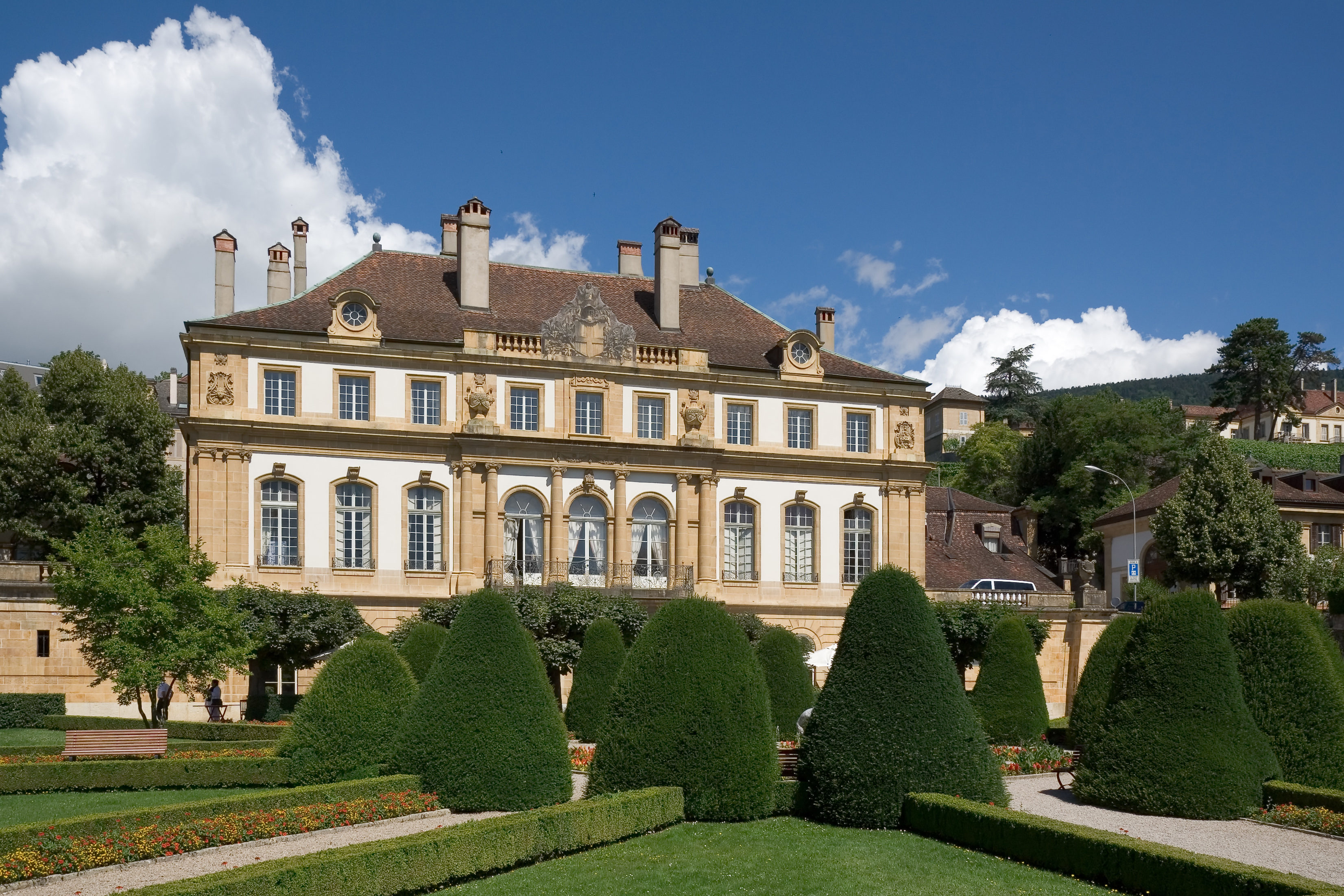
Hôtel DuPeyrou.

Entre 1764 et 1771, sur son domaine de l'Isérable, à Neuchâtel, il fait construire par l'architecte bernois, Erasme Ritter (1726-1805) un hôtel particulier, l'Hôtel DuPeyrou. Pour la décoration de ce dernier, il fait appel à des décorateurs français, dont le sculpteur Ferdinand Gannal. À la mort de DuPeyrou, cet hôtel fut destiné à l'accueil du maréchal Louis-Alexandre Berthier, prince de Neuchâtel de 1806 à 1814, mais celui-ci n'y vint jamais.

## Correspondance
- Recueil des pièces relatives à la persécution suscitée à Motier-Travers, contre J.J. Rousseau. [Yverdon], 1765. 63 p. :
  - Lettre à Monsieur ***, relative à J.-J. Rousseau à Goa [Neuchatel], aux dépens du St. Office MDCCLXV; avec la réfutation de ce libelle par le professeur de Montmollin, pasteur des églises de Môtier-Travers & Boveresse, comté de Neuchâtel en Suisse, en dix lettres à M. N.N.[10]
  - Seconde lettre relative à M. J.-J. Rousseau. Adressée à mylord comte de Wemyss, baron d’Elcho, pair d’Écosse, with les pièces justificatives[11];
  -  Troisième lettre relative à J.-J. Rousseau[12].
- Pièces relatives à la publication de la suite des Confessions de J.J. Rousseau. éd. Pierre-Alexandre DuPeyrou; René-Louis de Girardin; Barde et Manget (Genève) [Paris], 1789[13].
- Correspondance originale et inédite de J.J. Rousseau avec Mme Latour de Franqueville[14] et M. DuPeyrou. Paris : Giguet et Michaud, An XI [1803] 2 vol.
- Lettres de DuPeyrou à J.-J. Rousseau. éd. Charly Guyot. Musée neuchâtelois : recueil d'histoire nationale et d'archéologie : organe de la Société d'histoire du canton de Neuchâtel, 65, 1959. 30 p.
- Une lettre inédite de DuPeyrou à David Hume. ed. Ronald Grimsley Musée neuchâtelois : recueil d'histoire nationale et d'archéologie : organe de la Société d'histoire du canton de Neuchâtel 113, 1961 p. 78